# Chitãozinho & Xororó
Chitãozinho & Xororó é uma dupla brasileira de música sertaneja formada pelos irmãos José Lima Sobrinho, utilizando o nome artístico de Chitãozinho, e Durval de Lima, utilizando o nome artístico de Xororó. Chitãozinho & Xororó são recordistas em vendas de discos no Brasil: eles venderam mais de 40 milhões de álbuns e ganharam seis prêmios Grammy Latino. Foram creditados por abrir espaço para a música sertaneja nas rádios e televisão a partir da década de 1980 e influenciaram diversos artistas do gênero.

## Carreira
Ainda na infância, adotavam o nome artístico de "irmãos Lima". A troca do nome artístico da dupla para Chitãozinho e Xororó foi uma escolha do radialista Geraldo Meirelles, com base na canção homônima Chitãozinho e Xororó, originalmente lançada em 1939 pelos compositores Serrinha e Athos Campos. Na música, o cantor diz que vive só e só se alegra quando cantam o inhambu-chintã (Crypturellus tataupa) e o inhambu-chororó (Crypturellus parvirostris).. Chitãozinho ficou com esse nome graças ao fato de a ave inhambu-chintã ser maior que o inhambu-chororó, que por sua vez canta mais alto e agudo.
Começaram a carreira bastante jovens, sendo que o primeiro disco oficial foi em 1970, que incluía a canção "Galopeira". Durante os anos 1970, gravaram também os discos "A mais Jovem Dupla Sertaneja" em 1972, "Caminhos de minha Infância" em 1974, "Doce Amada" em 1975 e "A Força Jovem da Música Sertaneja" em 1977. Em 1979, gravaram o disco "60 dias apaixonado", obtendo relativo sucesso. Em 1981, gravaram o disco "Amante Amada", conseguindo atingir a marca de 400 mil cópias vendidas. Mas o reconhecimento do grande público veio em 1982 com a canção "Fio de Cabelo" do disco "Somos apaixonados", que vendeu mais de 1,5 milhão de cópias e abriu as portas das rádios FM's para a música sertaneja.
Em 1986, começaram a apresentar aos domingos o programa de TV "Chitãozinho e Xororó Especial" no SBT, no qual cantavam e recebiam convidados.
No mesmo ano, participaram na TV Globo do especial de Roberto Carlos, cantando junto com o Rei a canção "De Coração Pra Coração".

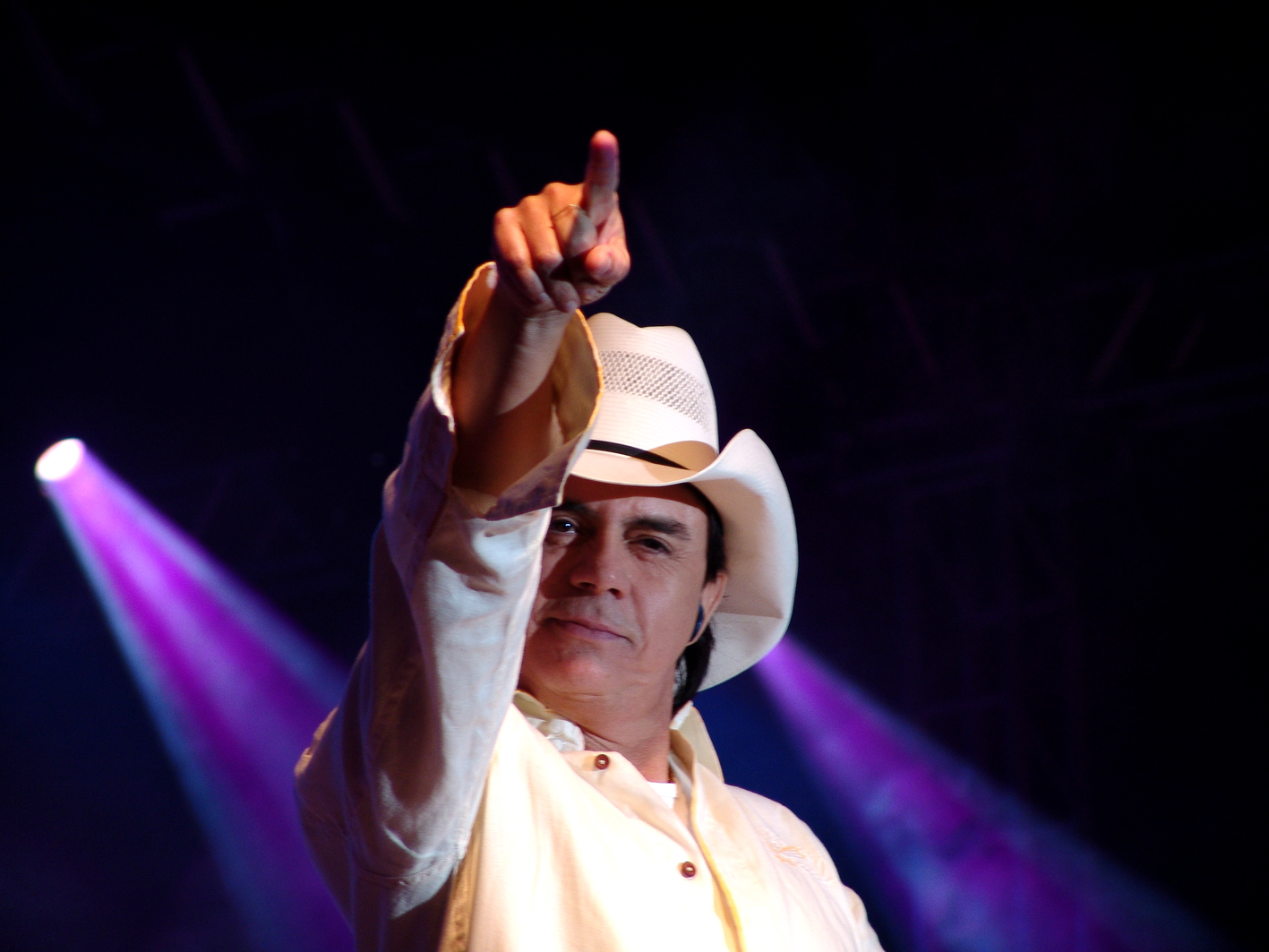
Chitãozinho

Gravaram, em 1993, a canção "Words" com os Bee Gees para o disco Tudo por Amor, lançado em português e espanhol. Além de "Words", o disco tinha a canção "Guadalupe", que fez parte da trilha sonora da novela de mesmo nome transmitida pela Telemundo. O sucesso desse trabalho foi tão grande que a dupla conquistou em junho daquele ano o primeiro lugar do "Hot Latin Songs" na parada norte-americana da revista Billboard. Entre os artistas brasileiros, só Roberto Carlos tinha conseguido essa marca, em 1989.
Em 1994, gravaram a canção "Ela não vai mais chorar" ("She's Not Cryin' Anymore) com o cantor de música country Billy Ray Cyrus para o disco Coração do Brasil.
No ano de 1995, encabeçaram o evento Amigos, um show com as três principais duplas sertanejas do Brasil na época: Zezé Di Camargo & Luciano, Leandro & Leonardo, e eles, Chitãozinho e Xororó. O show foi em São Caetano do Sul e, nele, estiveram mais de 100 mil pessoas.
Durante o ano de 1999, apresentaram, na TV Globo, o programa Amigos & Amigos, um especial em homenagem a Leandro que contou com a participação de Leonardo, Zezé Di Camargo, Luciano, além de grandes artistas.
Em 2000, completaram 30 anos de carreira e a marca de 30 milhões de discos vendidos.

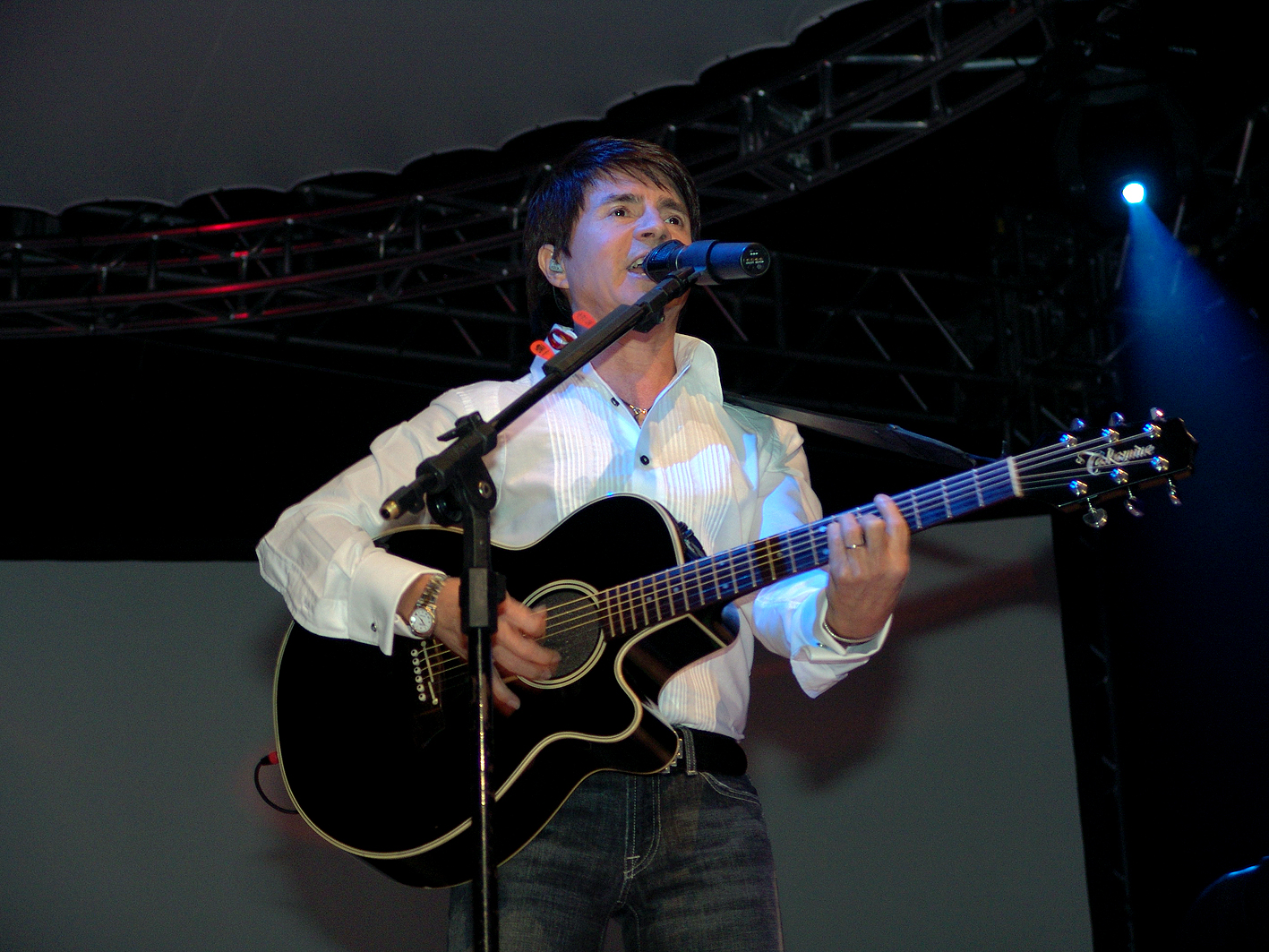
Xororó

A dupla apresentou, em 2004, na TV Record, o programa Raízes do Campo, que era um show gravado numa casa de espetáculo, com convidados, e a famosa Roda de Viola gravada na chácara de Chitãozinho no interior de São Paulo. O programa ficou no ar até maio de 2005.
Em 2005, a dupla foi homenageada no Carnaval de São Paulo pela escola X-9 Paulistana com o enredo "Nascidos para cantar e também sambar". O resultado foi um 2º lugar para a escola. Ainda em 2005, gravaram com Roberto Carlos a guarânia "Arrasta uma Cadeira", música que foi sucesso nacional, levando-os mais uma vez ao programa de fim de ano do cantor.
Já no ano de 2008, Chitãozinho e Xororó participaram do programa Estúdio Coca-Cola Zero com a banda de pop-rock Fresno. Ambos ainda se apresentaram no Show da Virada, da TV Globo, exibido no dia 31 de dezembro.
Em 2010, gravaram o CD e DVD Chitãozinho & Xororó 40 Anos Nova Geração, que fez parte da comemoração dos 40 anos de carreira da dupla. Esse disco teve a participação de várias duplas da nova geração do sertanejo, chamado universitário, como Jorge & Mateus, João Bosco & Vinícius, Guilherme & Santiago, Hugo Pena e Gabriel, Eduardo Costa, João Neto & Frederico, Luan Santana, Zé Henrique & Gabriel, Maria Cecília & Rodolfo, entre outros. Nesse ano também gravaram outro CD e DVD, "Chitãozinho e Xororó 40 Anos Entre Amigos", ainda em comemoração aos seus 40 anos de carreira, o qual foi lançado em abril de 2011. Nesse DVD, reuniram os grandes nomes da música sertaneja fazendo uma releitura de grandes sucessos. Participaram, desse DVD, Rionegro & Solimões, Milionário & José Rico, Edson Cadorini, Zezé Di Camargo & Luciano, Cezar & Paulinho, Sérgio Reis, Bruno & Marrone, Victor & Leo, César Menotti & Fabiano, Gian & Giovani, Leonardo, entre outros. Nesse disco, regravaram a música "Amante", lançada originalmente em 1984, que foi muito criticada na época pela crítica especializada pela sua letra, que havia sido considerada ousada para os padrões do começo dos anos 1980.
No ano de 2011, com a turnê de 40 anos de carreira, percorreram o Brasil passando pelas principais cidades brasileiras e feiras agropecuárias, apresentando o novo show, que fazia uma viagem no tempo mostrando as canções desde as da década de 1970, como "Galopeira", até as mais atuais do último disco de estúdio lançado em 2009, que emplacara sucessos como "Se For Pra Ser Feliz" e "Coisa de Amigo".
Em 2013, os irmãos paranaenses gravaram, junto com a Orquestra Sinfônica SESI de São Paulo, regida pelo maestro João Carlos Martins, a música "Presente Pra Você", que foi o tema das comemorações dos 10 anos da TV TEM (afiliada da Rede Globo nas regiões de Sorocaba, Itapetininga, Bauru e São José do Rio Preto, no interior do estado de São Paulo).
Em 2014, foram contratados pelo SBT para apresentar a segunda temporada do Festival Sertanejo, onde tentariam descobrir a nova voz sertaneja. No mesmo ano, o álbum Do Tamanho do Nosso Amor - Ao Vivo foi indicado ao Grammy Latino de Melhor Álbum de Música Sertaneja.

## Legado
Chitãozinho & Xororó foram creditados por introduzir a música sertaneja nos veículos de massa do Brasil numa época em que o gênero tinha pouco espaço nas rádios e televisão. "Antes deles, [a música sertaneja] era encerrada na cultura do campo." Eles são recordistas em vendas de discos no Brasil, com mais de 40 milhões de CDs e DVDs vendidos. A dupla também se tornou conhecida por modernizar a música sertaneja, introduzindo instrumentos como a guitarra elétrica e o banjo em seus álbuns. De acordo com uma pesquisa feita pela Karaoke World Championships Brasil em 2017, sua canção "Evidências" era a faixa mais executada em karaokês do país. O cantor e compositor José Augusto, que compôs a faixa, comentou o sucesso dela dizendo que "Evidências foi a loteria, ninguém esperava. Os primeiros produtores que ouviram disseram que não era legal. A gente jamais imaginou que [a música] pudesse ultrapassar o tempo, e as fronteiras, ser gravada em Espanhol..." Diversos artistas reconheceram o impacto da dupla, tanto na música sertaneja como na música brasileira de forma geral.

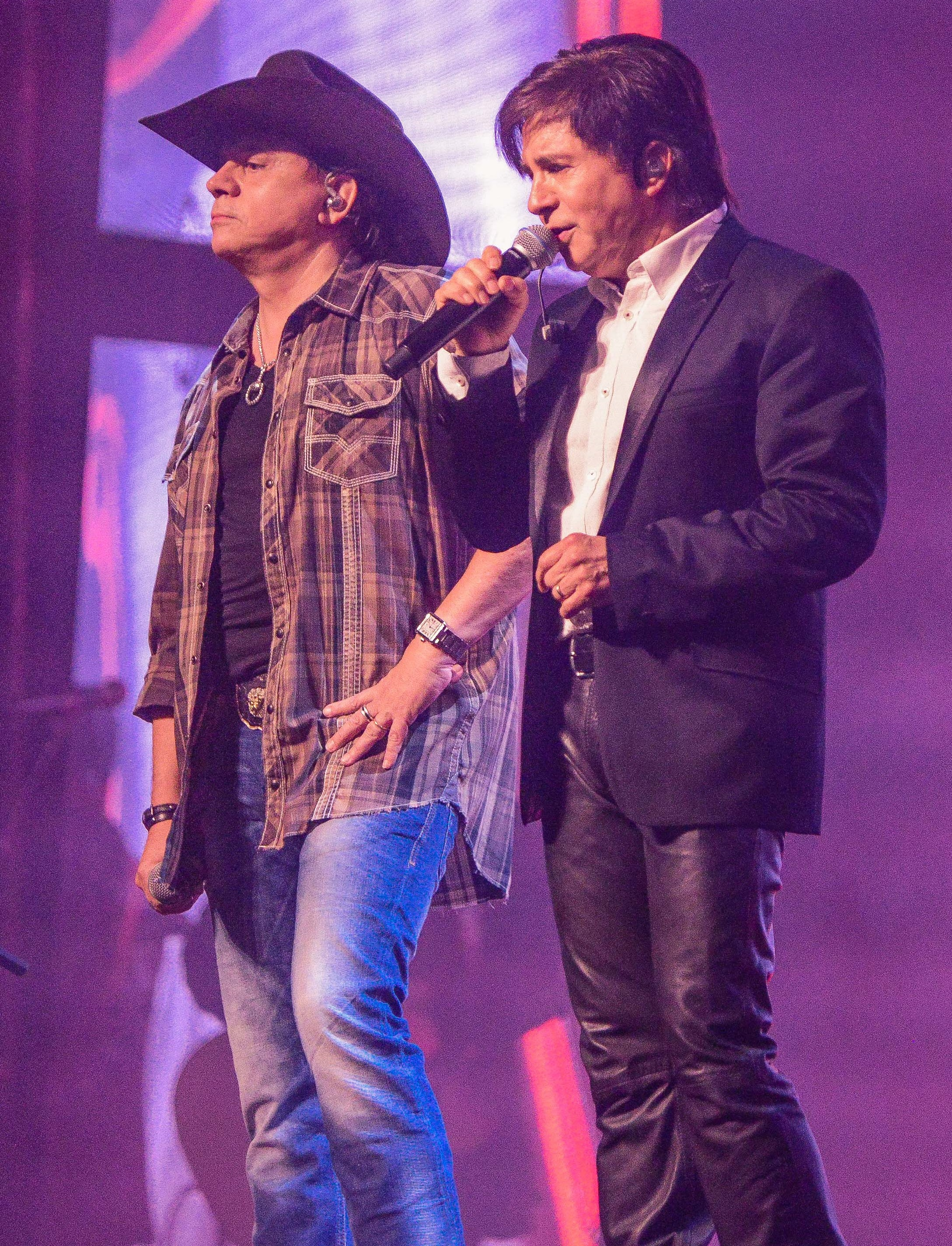
Chitãozinho e Xororó se apresentando em São Paulo, agosto de 2017

"Chitãozinho & Xororó foram os primeiros a mostrar um tipo de expressão que o grande Brasil não conhecia. A música brasileira tem que reverenciar Chitãozinho & Xororó. Foram os primeiros a colocar a canção sertaneja na Billboard, nas rádios FM, em todos os programas de TV e vender milhões."
– Lenine
"Não dá para escrever um livro sobre a música popular brasileira sem que seja dedicado um grande capítulo a Chitãozinho & Xororó."
– Zezé Di Camargo
"Há várias fases pelas quais passou a música sertaneja, e dentro desse contexto existem duplas fundamentais para essas mudanças. Chitãozinho & Xororó estão inseridos em duas dessas fases. Primeiro com 60 Dias Apaixonado, que influenciou várias duplas. Depois, se reinventando com "Fio de Cabelo", que provocou uma renovação tão forte, que os reflexos são sentidos até hoje."
– Victor Chaves
"Chitãozinho & Xororó são da maior importância na nossa música pela beleza e pela qualidade do que fazem. A combinação de suas vozes resulta em um som muito bonito e bastante agradável, com uma interpretação e um estilo de grande personalidade. Além de tudo, são respeitadíssimos pelos colegas e pelo público."
– Roberto Carlos

## Vida pessoal

### Chitãozinho
Chitãozinho foi casado por 18 anos com Adenair Lima, com quem teve dois filhos, os também músicos Aline Lima (n. 1985) e Alison Lima (n. 1987). Em 1999, Chitãozinho e Adenair se separaram e, em 2000, ele assumiu publicamente seu relacionamento com Márcia Alves, ex-dançarina do grupo Banana Split. Após o ocorrido, a apresentadora Hebe Camargo recebeu a ex-esposa de Chitãozinho, Adenair Lima, em seu programa de televisão, e sugeriu que Márcia era uma garota de programa. Pouco tempo antes de sua morte, em setembro de 2012, Camargo foi condenada a indenizar Márcia em 223 mil reais. Em 2002, nasceu o primeiro filho de Chitãozinho e Márcia, Enrico Lima. No ano seguinte, se casaram.

### Xororó
Xororó conheceu Noely Pereira, filha dos cantores Zé do Rancho e Mariazinha, na cidade de São Paulo em 1978. Dois meses após se conhecerem, eles se reencontraram novamente em São José do Rio Preto, onde Xororó e o irmão foram se apresentar. Xororó e Noely se mudaram juntos para Campinas em 1980 e se casaram em maio de 1981. Tiveram dois filhos, a cantora Sandy Leah Lima, nascida em 28 de janeiro de 1983, e o músico Durval de Lima Junior (Junior Lima), nascido em 11 de abril de 1984. Entre 1990 e 2007, Sandy e Junior formaram uma dupla vocal.

## Discografia
De acordo com o site oficial, a dupla já passou de 40 milhões de discos vendidos.
- Moreninha Linda (1969)
- Galopeira (1970)
- A Mais Jovem Dupla do Brasil (1972)
- Caminhos de Minha Infância (1974)
- A Força Jovem da Música Sertaneja (1976)
- A Força Jovem da Música Sertaneja - Vol. II (1977)
- 60 Dias Apaixonado (1979)
- Amante Amada (1981)
- Somos Apaixonados (1982)
- Amante (1984)
- Fotografia (1985)
- Coração Quebrado (1986)
- Meu Disfarce (1987)
- Nossas Canções Preferidas (1988)
- Os Meninos do Brasil (1989)
- Cowboy do Asfalto (1990)
- Planeta Azul (1991)
- Nacimos pra Cantar (1991)
- Tudo por Amor (1993)
- Coração do Brasil (1994)
- Chitãozinho & Xororó (1995)
- Clássicos Sertanejos (1996)
- Em Família (1997)
- Al Sur de la Frontera (1997)
- Na Aba do Meu Chapéu (1998)
- Alô (1999)
- Inseparáveis (2001)
- Festa do Interior (2002)
- Minha Vida, Minha Música (2002)
- Aqui o Sistema É Bruto (2004)
- Vida Marvada (2006)
- Se For pra Ser Feliz (2009)
- Tom do Sertão (2015)
- Tempo de Romance (2020)
- Legado (2022)
- José & Durval (2024)

## Filmografia

### Televisão
| Ano        | Título                                                      | Cargo          | Emissora   |
| ---------- | ----------------------------------------------------------- | -------------- | ---------- |
| 1986–1988  | Chitãozinho & Xororó Especial                               | Apresentadores | SBT        |
| 1993       | Mulheres de Areia                                           | Eles mesmos    | Rede Globo |
| 1995– 1998 | Amigos (com Leandro & Leonardo e Zezé Di Camargo & Luciano) | Eles mesmos    | Rede Globo |
| 1999       | Amigos & Amigos (com Leonardo e Zezé Di Camargo & Luciano)  | Eles mesmos    | Rede Globo |
| 2004–2005  | Raízes do Campo                                             | Apresentadores | Record     |
| 2014       | Festival Sertanejo                                          | Apresentadores | SBT        |

### Cinema
| Ano  | Título            | Papel         |
| ---- | ----------------- | ------------- |
| 1971 | No Rancho Fundo   | Eles mesmos   |
| 1971 | O Homem Lobo      | Eles mesmos   |
| 1997 | O Noviço Rebelde  | José e Durval |
| 2018 | Coração de Cowboy | Eles mesmos   |
| 2023 | Minha Irmã e Eu   | Eles mesmos   |